# فارتبورغ 311
سيارة ڤارتبورچ 311 (بالألمانية: Wartburg 311) هي سيارة أنتجتها شركة VEB Automobilwerk Eisenach الألمانية الشرقية لتصنيع السيارات بين عامي 1956 و1965م. صُنع طراز 311 بطرازات متعددة، بما في ذلك «البيك أب»، والسيدان، والليموزين ، والكوبيه، بالإضافة إلى سيارة رودستر بمقعدين. تم توسيع محركها ثنائي الأشواط ليبلغ 992 حصانًا. cc في عام 1962م. تم بناء نموذج مؤقت يسمى Wartburg 312 ويتميز بالهيكل الذي تم تطويره لـطراز 353 التالي، من عام 1965 حتى عام 1967م.

## خلفية
كان إنتاج ڤارتبورچ 311 جاريًا بالفعل في مدينة أيزناخ بحلول نهاية عام 1955م. كانت السيارة عبارة عن تطوير لسيارة EMW 309 الموجودة. كانت هذه هي السيارة التي تم تحديدها سابقًا باسم IFA F9 ، والتي كانت بدورها تعتمد على DKW F9 لعام 1940م والتي كان من المقرر إطلاقها في عام 1940م حتى تدخلت الحرب العالمية الثانية.

## السيارة
تم الاحتفاظ بالهندسة المعمارية الأساسية للتصميم الذي سبق الحرب، والذي تم الحصول عليه من شركة Auto Union التي يقع مقرها في تسفيكاو ، على الرغم من إطالة الهيكل بمقدار 10 بوصات. سم، والتي اجتمعت مع الأجزاء البارزة الطويلة لإنشاء سيارة أكبر مع هيكل سيدان/صالون بأربعة أبواب واسع نسبيًا.
اسم «ڤارتبورچ» مُشتق من أول طراز ( ڤارتبورچفاغچ ) أُنتج عام ١٨٩٨م في مصنع أوتوموبيلك أيزناخ، قبل ثلاثة عقود من استحواذ بي إم دبليو على الشركة، وقبل خمسة عقود تقريبًا من وضع المصنع تحت سيطرة الدولة بعد هزيمة الرايخ الثالث في منطقة الاحتلال السوفيتي. وقد جاء الرمز "٣١١" امتدادًا لتقليد بي إم دبليو، المالك السابق للمصنع، حيث كانت جميع سيارات الركاب التي أنتجتها في أيزناخ تُعرف برقم ثلاثي يبدأ بالرقم "٣".

## أسواق التصدير
بدأت صادرات سيارة ڤارتبورچ ٣١١ إلى ألمانيا الغربية عام ١٩٥٨م، وبحلول أوائل الستينيات، صُدّرت السيارة إلى العديد من الدول الأخرى، بما في ذلك بريطانيا والولايات المتحدة. وفي المجمل، بُنيت ٧٣٧ سيارة ٣١١ ذات قيادة يمينية بين عامي ١٩٦١ و١٩٦٤م. 

## الإنتاج الأرجنتيني
في الأرجنتين، بُنيت سيارة سيدان صغيرة ذات بابين بمحركات ثنائية الأشواط ورباعية الأسطوانات بواسطة شركة IAME في مدينة قرطبة بين عامي 1952 و1955م باسم Justicialista. بعد انقلاب عام 1955 ، أُعيدت تسمية IAME إلى DINFIA.  ومنذ عام 1956م، جُهزت بمحرك 901 محركها سعة 3.5 لتر من طراز ڤارتبورچ 311، وكانت تبدو متشابهة إلى حد كبير، ولكن تم تغيير اسمها إلى Graciela. صُنع منها 2280 وحدة حتى عام 1961م.  كما توفرت نسخ بيك أب وشاحنات فان. منذ عام 1962م، استُبدل هيكل السيارة المحلي بهيكل سيارة ڤارتبورچ 311 ذات الأبواب الأربعة؛ وسُوِّقت باسم Graciela W. احتفظت السيارة بنفس المحرك، وصُنع منها 646 وحدة حتى عام 1964م. 

## صور
- Wartburg 311/3 Coupé
- Wartburg 311/5 Camping Limousine
- Wartburg 311/7 pickup
- Wartburg 311/9 Kombi
- Wartburg 313/1 Sportwagen
- Wartburg 312 sedan
- Wartburg 312-300 HT Coupé
- Wartburg 311 interior